# Karahıdırlı, Bergama
Karahıdırlı là một xã thuộc huyện Bergama, tỉnh İzmir, Thổ Nhĩ Kỳ. Dân số thời điểm năm 2010 là 232 người.